# ويليام آشبلس
وليام آشبلس هو شاعر خيالي، ابتكره كاتبا الخيال جيمس بليلاك وتيم باورز عندما كانا طالبين في جامعة كاليفورنيا (فوليرتون) [الإنجليزية] في أوائل السبعينات للقرن العشرين، ظهرت هذه الشخصية في الأصل كرد فعل على الجودة المنخفضة للشعر الذي كان ينشر في مجلة الكلية، فوضعا أبيات شعرية حرة سخيفة ولا منطقية وقدماها إلى المجلة تحت اسم آشبلس وقيل أن هذه الابيات قوبلت بحماس.

## ظهور الشخصية
كانت مجلة الكلية تنشر الشعر، الذي كان قريباً ما يكفي من شعر الستينات- وهو الشعر الرائج في ذلك الوقت - وهو مجرد أبيات حرة تافهة عن الأطفال والأزهار وقوس قزح. لذلك اكتشفنا أننا نستطيع أن نكتب شعراً يبدو رزيناً ورائعاً ولكن في الحقيقة لا معنى له. احتجنا اسماً لشاعرنا وجئنا بآشبلس. ونشرت المجلة شعرنا، لذلك كتبنا مجموعة أخرى وقد كانت أكثر سخافة من ما نشر قبلها، مع ذلك فقد نشرت. قلنا أن آشبلس مشوه بشكل فظيع لذلك لا يستطيع حضور أي من القراءات أو اللقاءات، ولكنه أعطانا هذه القصائد لقرائتها بدلا عنه. وكثيراً ما كنا ننفجر أنا وبلاي لوك ضاحكين أثناء قراءتها ويظن الناس عندها أننا بليدا الإحساس لأننا نضحك على الجهود الشعرية لصديق مشوه.
تيم باورز عن ويليام آشبلس، —
إن آشبلس معروف بشكل أفضل في تجسيده لشعراء القرن التاسع عشر، إذ تظهر هيئته في كتاب بوابات أنوبيس لباورز عام 1993 ويظهر أيضا على شكل شخصية ثانوية في الحفارة ليفياثان لبلاي لوك في عام 1984. ولم يكن أي من المؤلفين على دراية بأن كلتا الروايتان تحتويان على شخصية ويليام آشبلس، إلى أن لاحظ ذلك المحرر المسؤول عن الكتابين عن طريق الصدفة. واقترح أن يتشاور الاثنان مع بعضهما حتى تكون مراجعهما متناسقة.
في عام 1985 أنتج باورز وبلاي لوك «عرض نسخة مرور مائتي عام على اثنتي عشرة ساعة كاملة» من الليل:1785-1985, وهي نشرة لمجموعة غير موجودة من شعر آشبلس، التي نشرتها دار تشيب ستريت بريس.(وقد ذكرت «الساعات الإثنا عشر من الليل» في كتاب بوابات أنوبيس بصفتها أكثر عمل مشهور لآشبلس). وتضمنت النشرة نموذج لقصيدة من أشعار اشبلس ونسخة طبق الأصل من توقيع آشبلس (و قد جرى التوقيع باسم «ويليام» من قبل أحد المؤلفين وباسم «آشبلس» من قبل الآخر). تبع ذلك في عام 2001 تأليف كتاب «عن القراصنة» والتي من المفترض أن يكون من تأليف آشبلس، مع مقدمة من تأليف باورز، وكلمة ختامية من تأليف بلاي لوك، ورسوماً توضيحية قام بها غاهان ويلسون . وفي عام 2002 جرى تأليف كتاب الطبخ التذكاري لويليام آشبلس. وفي رواية تيم باورز النداء الأخير النداء الأخير التي ألفها عام 1992 وضع قصيدة قال أنها لويليام آشبلس في مقدمة الجزء الأول. والقصيدة هي من فترة زمنية لاحقة: إذ تذكر فيها الطائرات والسيارات والجينز الأزرق.